# مارك بيكر (كرة سلة)
مارك بيكر (بالإنجليزية: Mark Baker)‏ مواليد 11 نوفمبر 1969 في دايتون، هو مدرب كرة سلة أمريكي ولاعب سابق. بدأ مسيرته الاحترافية في سنة 1992. يبلغ طوله 6 قدم 1 بوصة (1.9 م). اعتزل اللعب في 2001.

## المسيرة الاحترافية
لعب مع دون بوسكو ليفورنو في الدوري الإيطالي في موسم 1997–1998، ثم لعب مع تورونتو رابتورز في سنة 1999، ثم لعب مع نادي سيبونا لكرة السلة في موسم 1999–2000.

## روابط خارجية
- مارك بيكر على موقع إن بي أي (الإنجليزية)
- مارك بيكر على موقع سبورتس رفرنس (الإنجليزية)
- مارك بيكر على موقع كرة السلة الأوروبية.كوم (الإنجليزية)
- مارك بيكر على موقع كلية كرة السلة في سبورتس رفرنس.كوم (الإنجليزية)
- مارك بيكر على موقع ريلجم (الإنجليزية)
- مارك بيكر على موقع بروبوليرز (الإنجليزية)